# Betlehemiter

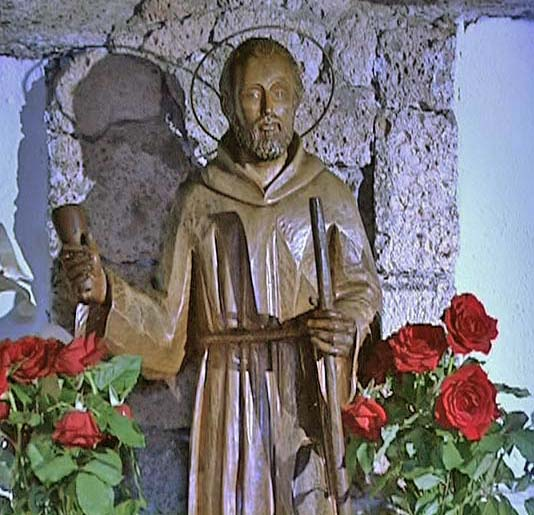
Pedro de Betancur

Betlehemiter är ett religiöst sällskap instiftat av Pedro de Betancur omkring 1655 som under 1600- 1800-talen utövade en vittgående kärleksverksamhet på västindiska öarna och i Sydamerika. Det var ursprungligen ett sällskap för sjukvård och kristendomsundervisning.
Det ombildades  efter tilltagande utbredning 1687 till munkorden med kapucinsk dräkt och augustinsk regel samt erhöll 1703 mendikantprivilegier. Utom iakttagande av munklöftena förband sig medlemmarna till största gästfrihet och vårdande av patienter med även de smittosammaste sjukdomar. Orden utvidgades 1668 genom sällskapet betlehemitsystrarna. I början av 1800-talet var orden spritt över Spaniens amerikanska besittningar. Det ägde hospital och skolor från Mexico till Peru, men genom de spanska cortes sekularisationsedikt 1820 upphävdes orden, och vid mitten av århundradet var den fullkomligt upplöst men restaurerades 1984.